# Palina Smolawa
Palina Smolawa (belarussisch Паліна Смолава; russisch Полина Петровна Смолова Polina Petrowna Smolowa; * 3. September 1980 in Minsk) ist eine belarussische Sängerin.

## Hintergrund
Smolawa trat mit dem Lied Mama beim Eurovision Song Contest 2006 in Athen an. Im Halbfinale kam sie auf den 22. Platz mit insgesamt 10 Punkten, somit erreichte sie das Finale nicht. Am 9. März 2008 nahm Smolawa an der russischen Vorentscheidung (Jewrowidenije 2008), für Belgrad teil, an der auch Dima Bilan, der Russland 2006 vertrat, teilnahm.